# Ann DuPont
Ann DuPont (en realitat Ann Bata, 2 de gener de 1915, Universal, Pennsilvània - 29 d'abril de 1998) va ser una música de jazz estatunidenca —clarinetista, líder de banda, cantant— coneguda a l'era del swing com la «reina del clarinet» i comparada amb Artie Shaw.

## Vida i obra
DuPont, que va créixer a Florida, va començar a aprendre violí i després clarinet als nou anys. Inicialment va tocar en bandes de dones a Florida i Louisiana abans de declarar el 1939 que només volia tocar amb homes.
L'estiu de 1939 va formar la seva pròpia big band de tretze components, anomenada «Ann DuPont and her 12 Music Men», amb la qual va actuar en hotels i clubs de la zona de Nova York. Down Beat la va valorar com una bona clarinetista amb un «estil salvatge i desinhibit», que va dirigir una banda popular. El 1943, la revista musical Billboard va informar que havia rebut un doctorat honoris causa del College of the City de New York, «un honor reservat anteriorment només a Benny Goodman». El mateix any va dissoldre la seva big band i va formar un trio de piano, baix i guitarra. El 1945 va acompanyar el conjunt vocal The Four Blues a The Things You want the Most of All/Oh Daddy, Please Bring That Suitcase In.
Després del seu matrimoni el 1945, es va traslladar a Ohio, on va continuar actuant.